# La Maison sans enfant (film, 1916)
Pour les articles homonymes, voir La Maison sans enfant.
Pour plus de détails, voir Fiche technique et Distribution.
La Maison sans enfant est un film muet français d'un réalisateur non identifié, produit par la Société Française des Films Éclair, sorti en 1916.
Ce film est un remake du film de Georges Monca portant le même titre, avec Pierre Magnier, Marguerite Ninove et Georges Flateau, sorti en 1909. Le scénario du film est une nouvelle adaptation de la pièce La Maison sans enfants de Philippe Dumanoir (1806-1865), comédie en trois actes, représentée pour la première fois au théâtre du Gymnase, le 26 mars 1863

## Synopsis
Une jeune femme stérile, désespérée de ne pouvoir avoir un enfant, apprend que son mari a une maîtresse, avec laquelle il a eu une petite fille qu'il adore ...

## Fiche technique
- Titre : La Maison sans enfant
- Réalisation : réalisateur non identifié
- Scénario : d'après la pièce La Maison sans enfants de Philippe Dumanoir
- Photographie :
- Montage :
- Société de production : Société Française des Films Éclair
- Société de distribution : Société Française des Films Éclair
- Pays d'origine :  France
- Langue : film muet avec les intertitres  en français
- Format : Noir et blanc — 35 mm — 1,33:1 — Muet
- Métrage : 2 235 mètres (8 bobines)
- Genre :  Comédie dramatique, Mélodrame
- Durée :
- Dates de sortie : 
  -  France : 10 novembre 1916

## Distribution
- Emmy Lynn
- Henry Roussel